# Groupement V/7 de Gendarmerie mobile
Le groupement V/7 (GGM V/7) était un groupement de Gendarmerie mobile française implanté à Dole (Jura) et appartenant à la région de Gendarmerie de Metz. Créé en juillet 2000 à la suite de la dissolution du groupement II/8 et dissous en octobre 2011, il comprenait 5 puis 4 escadrons de Franche-Comté et de Bourgogne. Ses unités seront réparties entre le groupement II/7 de Strasbourg et le groupement IV/7 de Dijon.

## Transferts et implantation des unités
À la suite de la dissolution du groupement, ses escadrons sont placés sous le commandement des GGM II/7 et GGM IV/7.
- Franche-Comté
  - EGM 51/7 à Dole transféré au groupement IV/7 en tant qu'EGM 46/7.
  - EGM 52/7 à Belfort transféré au groupement II/7 en tant qu'EGM 26/7.
  - EGM 55/7 à Lure transféré au groupement II/7 en tant qu'EGM 27/7.
- Bourgogne
  - EGM 54/7 à Mâcon transféré au groupement IV/7 en tant qu'EGM 47/7.

### Dissolution
- EGM 53/7 à Besançon dissous le 1er septembre 2010[2]

## Appellations
- Groupement V/7 de Gendarmerie mobile (2000-2011)